# Deepolis
Deepolis este un joc browser-based multiplayer masiv online (MMO) dezvoltat de Bigpoint, care aduce jucătorii în adâncurile oceanelor pentru a explora, lupta și supraviețui în lumea subacvatică. Lansat în 2008, jocul a câștigat rapid popularitate datorită combinației sale unice de strategie, acțiune și elemente RPG (Role-Playing Game).

## Premisă și Poveste
Deepolis plasează jucătorii într-un viitor post-apocaliptic unde omenirea a fost forțată să trăiască sub apă din cauza unor catastrofe ecologice. Jucătorii preiau controlul unor submarine și trebuie să navigheze printr-o lume subacvatică periculoasă, interacționând cu alte nave, completând misiuni și luptând împotriva inamicilor.

## Istoricul Jocului
Deepolis a fost lansat pe 11 decembrie 2008. Dezvoltatorul Bigpoint este cunoscut pentru alte titluri populare, precum DarkOrbit și Seafight. În ciuda popularității sale inițiale, jocul a fost închis în 2018, după zece ani de activitate.

## Gameplay

### Facțiuni
În Deepolis, jucătorii trebuie să aleagă una dintre cele trei facțiuni majore:
- Nautica: Este considerată facțiunea cea mai avansată din punct de vedere tehnologic. Membrii acestei facțiuni pun accent pe inovație și știință.
- Jafnhar: Aceasta este o facțiune bazată pe tradiții și este cunoscută pentru abilitățile sale în luptă și navigație.
- Scion: Membrii Scion sunt cunoscuți pentru adaptabilitatea și abilitățile lor diplomatice.

### Misiuni și Obiective
Jucătorii pot participa la diverse misiuni care includ:
- Explorare: Descoperirea de noi locații și resurse subacvatice.
- Lupte: Angajarea în bătălii cu alte submarine sau creaturi marine.
- Comerț: Transportul și vânzarea de mărfuri între diverse porturi subacvatice.

### Nave și Echipamente
Jucătorii au acces la o varietate de submarine, fiecare cu propriile specificații și capacități. Navele pot fi personalizate și îmbunătățite prin achiziționarea de echipamente avansate, precum arme, scuturi și module de propulsie.

### Economia Jocului
Economia în Deepolis este complexă și se bazează pe colectarea și schimbul de resurse subacvatice. Jucătorii trebuie să extragă resurse valoroase precum minerale și gaze naturale, pe care le pot folosi pentru a-și îmbunătăți submarinele sau pentru a le vinde pe piața jocului. Există, de asemenea, oportunități pentru comerț și barter între jucători, ceea ce adaugă o dimensiune economică strategică jocului.

## Aspecte Tehnice

### Grafică și Sunet
Deși Deepolis este un joc browser-based, grafica sa este remarcabilă pentru un astfel de format. Mediile subacvatice sunt detaliate și atmosferice, cu efecte vizuale care redau realismul lumii subacvatice. Sunetul este, de asemenea, bine realizat, contribuind la imersiunea în joc prin efecte sonore autentice și muzică ambientală adecvată.

### Interfață și Control
Interfața utilizatorului în Deepolis este intuitivă și ușor de navigat. Controlul submarinelelor este realizat printr-un sistem de click și navigare, permițând jucătorilor să se deplaseze și să interacționeze cu mediul înconjurător fără dificultăți.

## Comunitatea și Evenimentele
Deepolis a avut o comunitate activă de jucători, cu forumuri și grupuri dedicate unde membrii puteau discuta strategii și organiza evenimente. Bigpoint organiza frecvent evenimente speciale și competiții care ofereau jucătorilor ocazia de a câștiga recompense valoroase și de a-și demonstra abilitățile în fața altor jucători.

## Evenimente și Actualizări
Bigpoint a menținut interesul jucătorilor prin actualizări regulate și evenimente speciale care introduc noi provocări și recompense. Evenimentele tematice și competițiile oferă jucătorilor șansa de a câștiga echipamente rare și alte bonusuri, încurajând participarea activă și implicarea continuă în joc.

## Critici și Recenzii
Deepolis a primit în general recenzii pozitive, fiind lăudat pentru originalitatea sa și pentru modul în care a combinat elementele de strategie și RPG într-un mediu subacvatic. Cu toate acestea, unii critici au menționat că jocul poate deveni repetitiv pe termen lung și că există un anumit nivel de grind pentru a progresa.

## Impactul și Moștenirea Jocului
În ciuda închiderii sale, Deepolis a lăsat o amprentă semnificativă în rândul fanilor jocurilor MMO. Conceptul său unic de război subacvatic și abordarea sa inovatoare asupra gameplay-ului multiplayer au fost apreciate de comunitatea de jucători și de critici deopotrivă.
Deepolis rămâne un exemplu memorabil de joc MMO subacvatic, combinând elemente de explorare, luptă și comerț într-un mediu captivant. Chiar dacă nu mai este disponibil, moștenirea sa continuă să inspire dezvoltatori și jucători din întreaga lume.